# شورای گسترش زبان و ادبیات فارسی
شورای گسترش زبان و ادبیات فارسی تشکیلاتی در ایران است که وظیفهٔ امور علمی، پژوهشی، سیاست‌گذاری و برنامه‌ریزی دربارهٔ آموزش زبان و ادبیات فارسی به غیر فارسی‌زبانان جهان را بر گرده داشت. اما در  ۱۳۹۲ با ادغام نیروهای شورای گسترش زبان فارسی و مرکز گسترش زبان فارسی، بنیاد سعدی تأسیس شد و این دو تشکیلات منحل شدند.

## تأسیس
شورای گسترش زبان و ادبیات فارسی در ۲۷ بهمن ۱۳۶۶ طبق مصوبه شورای عالی انقلاب فرهنگی تشکیل شد و در سال ۱۳۹۲ با با ادغام در بنیاد سعدی منحل شد.

## اعضا
- اعضای حقوقی: وزیران وزارتخانه‌های ۱. علوم، تحقیقات و فناوری ۲. فرهنگ و ارشاد اسلامی ۳. آموزش و پرورش ۴. امور خارجه.
- اعضای حقیقی: ۶ تن از استادان و پژوهشگران زبان و ادبیات فارسی

## فعالیتها
- برگزاری دوره‌های آموزشی و بازآموزی استادان و دانشجویان فارسی کشورهای جهان
- ارسال کتب، نشریات، فیلم و نرم‌افزارهای آموزشی برای بخشها و مراکز زبان فارسی در سراسر جهان
- تهیه متون، نرم‌افزارها و فیلمهای زبان فارسی
- اعطای بورسهای تحصیلی و تحقیقاتی به دانشجویان و استادان فارسی
- ایجاد مراکز زبان فارسی در کشورهای جهان
- اهدای وسایل آموزشی به مراکز آموزش زبان فارسی
- اعزام استادان زبان فارسی برای مراکز دانشگاهی آموزش زبان فارسی
- برگزاری همایشهای استادان زبان و ادبیات فارسی